# Thibault Giroud
Pour les articles homonymes, voir Giroud.
Thibault Giroud, né le 9 mars 1974 à Grenoble, est un sportif français. Il a pratiqué plusieurs sports : football américain, bobsleigh, athlétisme et rugby à XV avant de devenir préparateur physique.

## Biographie
Né à Grenoble en 1974, il est un enfant de la DDASS, adopté à l'âge de trois ans par la famille Giroud, de Pontcharra, dans l'Isère.
Au cours de sa carrière, Thibault Giroud s’essaie à plusieurs sports. Il commence par faire des compétitions de ski, de slalom et de descente.
Il débute ensuite le football américain au poste de running back avec les Centaures de Grenoble, puis il joue en Allemagne avec les Thunder de Munich (FLE) et au Canada au CEGEP de Victoriaville. En 1995, il devient le premier français à jouer en NFL Europe en signant avec le club espagnol des Dragons de Barcelone, mais n'est toutefois pas beaucoup sollicité durant la saison.
En 1997, il tente l’expérience du bobsleigh avec l’équipe du prince Albert II de Monaco. Puis il rejoint l’équipe de France en 1998. En 2002, il participe aux Jeux olympiques d'hiver à Salt Lake City,, en tant que membre de la deuxième équipe de bobsleigh à 4. Aux côtés de Bruno Thomas, Michel André et Philippe Pariot, il se classe 10e de la compétition.
En 2002, il suit une formation de préparation physique à Lyon.
À partir de 2002, il collabore avec le sprinter Namibien Frankie Frederiks. Aux côtés de Frederiks, il signe en 2003 son meilleur chrono en 10 s 53 sur 100 m.
En 2003, il s'essaie au rugby à la suite de sa rencontre avec l'ancien entraîneur des Springboks, André Markgraaff. Il part pour l'Afrique du Sud et les Leopards de la province du nord ouest.
Puis, il prend la direction de l’Angleterre, où il rejoint les Saracens à la fois en tant que joueur et préparateur physique.
En 2004, il devient préparateur physique, d'abord pour la Section paloise, puis pour les Harlequins Rugby League de 2005 à 2007, pour le club gallois des Celtic Crusaders de 2007 à 2009, au Biarritz olympique de 2009 à 2014, aux Glasgow Warriors de 2016 à 2017 et enfin de 2017 à 2019 au sein du Rugby club toulonnais.
En 2019, il intègre l'encadrement de l'équipe de France de rugby à XV pour préparer l'équipe à la Coupe du monde 2019. Après la compétition, il est nommé directeur de la performance dans le nouvel encadrement mis en place autour du sélectionneur Fabien Galthié. Les deux hommes ont travaillé ensemble au RC Toulon en 2017-2018. 
Cette collaboration durera jusqu'à la Coupe du monde 2023. Dès 2022 il signe un contrat avec le Racing 92 pour rejoindre l'équipe après cette compétition, mais celui-ci est annulé la même année et c'est finalement l'Union Bordeaux-Bègles qui le recrute.